# Laura Oliva
Laura Ofelia Oliva (Buenos Aires, 3 de agosto de 1970) es una actriz, bailarina, comediante, directora de escena, dramaturga, presentadora y productora de televisión argentina. Es ganadora del Premio Martín Fierro, un Martín Fierro de Cable, tres Premios Estrella de Mar y dos Premios ACE.
Oliva ha realizado la mayor parte de su carrera con gran popularidad en teatro y televisión, en 2002 fue una de las conductoras del ciclo Grandiosas por el cual recibió el premio Martín Fierro a la Mejor Conducción Femenina, por otra parte se destacó como actriz en más de 20 obras de Teatro, películas y series de televisión. El gran éxito le llegó en 2013 cuando condujo el programa Hacete de Oliva hasta 2018, emitido por El canal de la Ciudad por el que recibió un Martín Fierro de Cable a la Mejor conducción femenina y premios para el programa. Actualmente es considerada una de las actrices Argentinas de más renombre en cuanto a Teatro y Televisión debido a su trayectoria.
Es una de las pocas actrices argentinas de renombre que ha trabajado con los últimos grandes humoristas y actores de las décadas de los 90 y los 2000 como Antonio Gasalla, Jorge Guinzburg, Beatriz Bonnet, Enrique Pinti, Guillermo Francella, Elizabeth "Negra" Vernaci, Soledad Silveyra, Cristina Alberó y otros.

## Biografía
Nació en la ciudad de Buenos Aires, en la zona de la Plaza del Congreso, en el centro de la ciudad.
Su madre era de Valencia (España) («Hablaba todo el tiempo con refranes») y su padre oriundo de La Rioja (Argentina).
A los 5 años se mudó con sus padres a un edificio en Barrio Norte, sobre la avenida Córdoba.
En los años 1970 sus padres se separaron.

Tenía 15 años cuando Michael Jackson se convirtió en un boom, y por aquel entonces yo no sabía qué hacer con mi vida. Era la típica chica que era buena en el colegio, porque simplemente quería sacármelo de encima. Pero todo cambió cuando vi la perfección de las coreografías de Michael Jackson, sus pasos, su baile. Cada vez que lo veía no paraba de llorar, de asombrarme, de maravillarme. Fue en ese momento que me di cuenta de que tenía una gran frustración, pero que todavía había chances de cumplir mi sueño.
Laura Oliva

Mientras estudiaba en el secundario, empezó a tomar clases de danza. A los 19 años (en 1989) dio una audición como bailarina en el circo Rodas. Hizo una temporada en Mar del Plata.
Participó como actriz en las obras de teatro El loco de Asís y Pantaleón y las visitadoras (de Mario Vargas Llosa).
Fue convocada por Nicolás Repetto para el programa de entretenimientos Nico (en el canal Telefé, con una tribuna de artistas desconocidos). Allí presentó varios personajes, como la jubilada Ofelia («Ya se van a jubilar ustedes también») y Olivetti.
También Repetto la invitó a participar en el programa cómico Infómanas, donde compartió dos años con Antonio Gasalla. Jorge Guinzburg la convocó para participar con Elizabeth Vernaci en su programa cómico Peor es nada, en la sección «Sacando el cuero», y varios personajes críticos y patéticos en «La familia bonaerense», «Los nuevos pobres» y «Los sadoficinistas ».
En mayo de 2002, la editorial Sudamericana publicó su libro semiautobiográfico Oliva extra virgen.
En 2004 participó como actriz en la película Tus ojos brillaban, con Fabián Gianola, Miguel Ángel Rodríguez, Claribel Medina y Hugo Arana.
A fines de 2005 falleció de cáncer su única hermana, mayor que ella, de profesión odontóloga.
En el año 2006, participó en la vuelta de la novela de Cris Morena Chiquititas sin fin, como María Antoniette Demont, la hermana del personaje de Alejo García Pintos, Pierre Demont.
Más tarde dirigió otro programa de entretenimiento: Grandiosas (junto a Fanny Mandelbaum y Karina Mazzocco), que la hizo famosa.
Entre el 25 de agosto y el 17 de diciembre de 2008 participó en El musical de tus sueños, que fue un concurso del programa argentino de televisión Showmatch.
En 2013 Oliva volvió a la televisión, con el programa Hacete de Oliva, en el Canal de la Ciudad, por el cual adquirió popularidad como conductora y humorista, este ciclo tuvo gran repercusión por lo que contó con 5 temporadas,  este programa tuvo invitados cómo Valeria Lynch , Malena Guinzburg , Verónica Llinás,Liniers, Anita Martínez, Virginia Lago, Mauricio Macri, entre otros. Por este programa recibió numerosas nominaciones y dos Martín Fierro a la mejor conducción. Tuvo su última emisión en el año 2018.
En 2019 luego del ciclo Hacete de Oliva la actriz vuelve a conducir en el Canal de la Ciudad, con el programa Saturdey, la semana está perdida  esta vez junto a Christian Alonso quien también fue guionista de Hacete de Olvida, el programa contó con una temporada
En 2021 estrena la obra "El Recurso de Amparo" esta vez como Autora ya que se basa en su propia vida, sus padres, su hermana y como una madre como Amparo que da título a la obra afecto en su vida. Luego de la extensión de funciones de la obra debido a la buena recepción del público Gloria Carra deja el elenco, en su lugar Oliva interpreta el personaje que hace alusión a ella misma. Recibió una nominación  a los premios ACE en la categoría Drama.
En 2022 nuevamente cosecha gran éxito y reconocimiento actoral debido a la obra Laponia por la que recibió un premio ACE a Mejor Actriz de Comedia y una nominación a Actriz de Comedia Dramática en los premios Estrella de Mar, esta obra llevó a Oliva nuevamente a los medios de comunicación debido ala repercusión de la obra.
Formó parte del elenco de la obra "Para Mí, Para Vos" con dirección de Héctor Díaz en el Teatro Multitabaris Comafi, tuvo su estreno el 11 de mayo de 2023 a sala llena.
Actualmente coprotagoniza La Ballena junto a Julio Chavez y elenco, se estrenó en 2025 en el Paseo la Plaza.

## Obras de teatro
Obras de teatro en las que participó:
- 1990: Hay que sonar el sonajero (como actriz y bailarina), Misic-Hall picaresco con Tristan y elenco.
- 2001-2002: El último de los amantes ardientes, comedia de Neil Simon, con Eduardo Blanco y Emilia Mazer.[2]
- 2002:  "Todos tenemos problemas (sexuales)" dirección de Lía Jelín. Con Alejo García Pintos, María Rojí, Mike Amigorena y Mara Bestelli.
- 2005-2006: La fierecilla domada , con Alejandro Awada y Gogó Rojo.
- 2007-2008: Mujeres Bonitas , con  Cecilia Milone , Natalia Lobo , Patricia Palmer y Emme.
- 2008-2009: Hairspray, con Salo Pasik y Enrique Pinti.
- 2009: Nómades (como bailarina).
- 2009: El joven Frankenstein , con Guillermo Francella y Pablo Sultani.
- 2010-2012: Los 39 escalones , con Fabiana García Lago, Fabián Gianola, Diego Ramos y Nicolás Scarpino.
- 2011-2012: Primeras damas del musical (presentadora), con Beatriz Bonnet, Ana María Cores, Lucía Galán, Cecilia Milone, Florencia Peña, Elena Roger, Josefina Scaglione y Julia Zenko.
- 2013: Danza de verano , con María Valenzuela, María Rosa Fugazot y Martha González.
- 2014: Quién es el Señor Adam Smith?, con El Puma Goity
- 2015: Ni con Perros Ni con Chicos con dirección de Javier Daulte.
- 2017: Vivitos y Coleando 2  con dirección de Manuel González Gil.
- 2017: Lo Único Que Hice Fue Jugar  dirección de Sebastián Irigo.
- 2017: Quien Retiene a Quien con dirección de Juan Álvarez Prado.
- 2018: Los Tutores  con dirección de Daniel Cúpuro.
- 2018: Cuerpos Perfectos, con Soledad Silveyra, Andrea Frigerio y Florencia Raggi. Con dirección de Manuel González Gil.
- 2018 - 2020: Eye y yo, con Julieta Cayetina y Francisco Prim. Dirección: Dennis Smith.
- 2019: Huesito Caracú), con dirección de Higo Midon.
- 2019: Valeria Radioactiva, con María Onetto y elenco.
- 2020: Quien Retiene a Quien, con Cristina Alberó y elenco, con dirección de Diego Ramos
- 2021: "Te Quiero, Sos Perfecto, Cambia"  Teatro Astral
- 2022: Chicos de Varsovia Centro Cultural San Martín con dirección de Dennis Smith
- 2022: El Recurso de Amparo en el Espacio Callejón con dirección de Javier Daulte
- 2022: Laponia con dirección con Nelson Valente.
- 2023: Para Mí, Para Vos con Soledad Villamil, Boy Olmi y dirección de Héctor Díaz.
- 2025: La Ballena con Julio Chávez, Emilia Mazer, Máximo Meyer y Carolina Kopelioff.

### Como Autora
- 2021-2022: "Recurso de Amparo" protagonizada por Gloria Carrá, Magela Zanotta, Marcos Montes, Marcelo Pozzi, Mónica Raiola, Javier Niklison, Aymará Abramovich y Gerardo Serre
- 2024/2025: "Matar a Mamá" protagonizada por Ines Estevez, Maria Rosa Fugazot y Florencia Raggi.

### Como Directora
- 2018: "El Papa Tour" en Micro teatro protagonizada por Marina Carrasco y Cristian Jensen.

## Televisión
| Año               | Programa                         | Temporadas                 | Canal              |
| ----------------- | -------------------------------- | -------------------------- | ------------------ |
| 1994- 1995        | Nico                             | 2                          | Telefe             |
| 1997- 1998        | Infomanas                        | 1 (Participación de Oliva) | Telefe             |
| 1999 - 2000       | Gasalla En Libertad              | 1                          | Azul Televisión    |
| 2001              | Peor es nada                     | 1                          | América            |
| 2002 - 2003, 2005 | Grandiosas                       | 3                          | Canal 13           |
| 2004              | Los Pensionados                  | 1                          | Canal 13           |
| 2004 - 2005       | Medioscópicos                    | 1                          | Canal 13           |
| 2005 - 2006       | El Podio de la TV                | 1                          | Canal 13           |
| 2005 - 2006       | Usted Está Aquí                  | 1                          | Canal 13           |
| 2006              | Chiquititas sin fin              | 1                          | Telefe             |
| 2009              | Showmatch                        | 1                          | Canal 13           |
| 2011              | Adictos                          | 1                          | Canal 10           |
| 2013 - 2018       | Hacete de Oliva                  | 5                          | Canal de la Ciudad |
| 2018 - 2019       | Saturdey, La Semana Está Perdida | 1                          | Canal de la Ciudad |

### Como Invitada
(Participaciones más representativas)
- 1998: Hola Susana
- 1999: Sábado Bus
- 2000: La Biblia y el Calefón
- 2000: Sabor a Mi
- 2002: Un sol para los chicos
- 2002: Mariana de Casa
- 2005: Mañanas informales
- 2006: Midachi
- 2007: Susana Giménez
- 2008: Susana Giménez
- 2009: Almorzando con Mirtha Legrand
- 2009: BDV
- 2011: Almorzando con Mirtha Legrand
- 2011: Susana Giménez
- 2012: La Pelu
- 2013: Gracias por venir, gracias por estar
- 2015: Viva la Tarde
- 2016: Tomate La Tarde
- 2017: Debo decir
- 2017: Showmatch
- 2017: Tarde Xtra
- 2018: Morfi, todos a la mesa
- 2018: Tiene la Palabra
- 2018: El Don de la Palabra
- 2018: Cortá por Lozano
- 2018: Pasapalabra
- 2021: Avanti
- 2021: A la tarde
- 2021: Vivo para Vos
- 2022: Pares de Comedia
- 2022: Voces y Memorias
- 2022: IP Cultura
- 2022: Implacables
- 2022: Pares de Medias
- 2022: Desperezate
- 2022: Noche de Mente
- 2022: Cortá por Lozano
- 2022: 100 Argentinos Dicen
- 2022: Los 8 Escalones (Jurado)
- 2023 DPTZ
- 2023: Mañanísima
- 2023: Nara Que Ver

## Filmografía
- 2022: El Vasco (dirigida por Jabi Elortegi)[22]
- 2004: Tus Ojos Brillaban (dirigida por Silvio Fischbein, Germán Drexler)[23]
- 2002: Apasionados (dirigida por Juan José Jusid)

## Libros
- Oliva, Laura (2004). Oliva Extra Virgen. Editorial Sudamericana

## Premios y nominaciones
| Premios Martín Fierro | Premios Martín Fierro     | Premios Martín Fierro | Premios Martín Fierro | Premios Martín Fierro |
| Año                   | Categoría                 | Trabajo Nominado      | Resultado             | Ref.                  |
| --------------------- | ------------------------- | --------------------- | --------------------- | --------------------- |
| 2003                  | Mejor conducción femenina | Grandiosas            | Ganadora              | [ 24 ]                |

| Premios Martín Fierro de Cable | Premios Martín Fierro de Cable    | Premios Martín Fierro de Cable | Premios Martín Fierro de Cable | Premios Martín Fierro de Cable |
| Año                            | Categoría                         | Trabajo Nominado               | Resultado                      | Ref.                           |
| ------------------------------ | --------------------------------- | ------------------------------ | ------------------------------ | ------------------------------ |
| 2014                           | Mejor programa de interés general | Hacete de Oliva                | Ganadora                       | [ 25 ]                         |
| 2015                           | Mejor programa de interés general | Hacete de Oliva                | Nominada                       | [ 26 ]                         |
| 2016                           | Mejor programa de interés general | Hacete de Oliva                | Nominada                       | [ 27 ]                         |
| 2016                           | Mejor conducción femenina         | Hacete de Oliva                | Ganadora                       | [ 27 ]                         |

| Premios Estrella de Mar | Premios Estrella de Mar                                     | Premios Estrella de Mar      | Premios Estrella de Mar | Premios Estrella de Mar |
| Año                     | Categoría                                                   | Trabajo Nominado             | Resultado               | Ref.                    |
| ----------------------- | ----------------------------------------------------------- | ---------------------------- | ----------------------- | ----------------------- |
| 2008                    | Mejor protagonista en Comedia                               | Mujeres Bonitas              | Ganadora                | [ 28 ]                  |
| 2011                    | Actuación femenina protagónica de comedia                   | Los 39 Escalones             | Ganadora                | [ 29 ]                  |
| 2017                    | Actuación Protagónica Femenina de Comedia / Comedia Musical | Ni Con Perros, Ni Con Chicos | Ganadora                | [ 30 ]                  |
| 2023                    | Actriz de Comedia Dramática                                 | Laponia                      | Nominada                | [ 31 ]                  |

| Premios ACE | Premios ACE                                        | Premios ACE          | Premios ACE |
| Año         | Categoría                                          | Trabajo Nominado     | Resultado   |
| ----------- | -------------------------------------------------- | -------------------- | ----------- |
| 2010        | Actriz de reparto en comedia dramática y/o comedia | Los 39 Escalones     | Ganadora    |
| 2022        | Drama                                              | El Recurso de Amparo | Nominada    |
| 2023        | Actriz de Comedia                                  | Laponia              | Ganadora    |
| 2023        | Mejor Actriz en comedia                            | Para Mí, Para Vos    | Ganadora    |

| Premios Clarín | Premios Clarín         | Premios Clarín   | Premios Clarín | Premios Clarín |
| Año            | Categoría              | Trabajo Nominado | Resultado      | Ref.           |
| -------------- | ---------------------- | ---------------- | -------------- | -------------- |
| 2002           | Mejor Conductora de TV | Grandiosas       | Ganadora       | [ 32 ]         |

| Premios Hugo | Premios Hugo                         | Premios Hugo                    | Premios Hugo | Premios Hugo |
| Año          | Categoría                            | Trabajo Nominado                | Resultado    | Ref.         |
| ------------ | ------------------------------------ | ------------------------------- | ------------ | ------------ |
| 2022         | Mejor Actuación Protagónica Femenina | Te Quiero, Sos Perfecto, Cambia | Nominada     | [ 33 ]       |

### En Conducción
- Premios Hugo desde su primera edición en 2010 hasta su 7° edición en 2016[34]